# Genio de Groot
Genio de Groot (Maastricht, 11 januari 1953) is een Nederlands acteur, regisseur, schrijver en televisie- en theatermaker. Hij is de zoon van het Maastrichtse kunstenaarsechtpaar Theo de Groot en Miets Crolla. In 1977 studeerde hij af aan de Utrechtse Academie voor Expressie door Woord en Gebaar. Hij is medeoprichter van De Ploeg: een samenwerkingsverband tussen cabaretiers en acteurs die met elkaar en met gastacteurs eigen voorstellingen maken.
Hij speelde de vader van Mees, een van de hoofdrollen in de film en televisieserie Het Zakmes van Ben Sombogaart. Het Zakmes werd veelvuldig bekroond o.a. met een Gouden Kalf en Emmy Award. Verder speelt hij veel in televisieseries, -drama's en verscheidene speelfilms. In de film Dorsvloer vol confetti (2014), naar de gelijknamige debuutroman van Franca Treur, speelt hij de grootvader van hoofdpersonage Katelijne. In het seizoen 2014/15 was hij (naast o.a. Waldemar Torenstra en Sieger Sloot) te zien als Harry Mulisch in de toneelbewerking van De ontdekking van de hemel. In 2016 speelt hij de rol van Otto Frank in ANNE, in de regie van Theu Boermans. In 2017 speelde hij de rol van Nol in Pilp Fuction van gezelschap De Ploeg, een satirische ode aan de cinematografie in de regie van Jakop Ahlbom. In 2019 speelde hij een van de hoofdrollen in het muziektheaterspektakel Jumping Jack onder regie van Frank Lammers. In de rol van Van 't Sant maakte Genio vanaf augustus 2019 t/m Juli 2023 deel uit van de cast van Soldaat van Oranje. In 2022 gaf hij gestalte aan de rol van Else, de moeder in FESTEN, in een theaterbewerking van de gelijknamige Deense film.

## Theatermaker en regisseur
Meest recente theaterproducties: De eeuw van Ariane door muziektheatergezelschap Ausdauer, Pilp Fuction door De Ploeg en De filantroop, testament van een seriemoordenaar. De Groot schreef, regisseerde en speelde deze toneelbewerking naar de Engelse roman "So Little Done: The Testament of a Serial Killer" (1996), vertaald als "De filantroop, testament van een seriemoordenaar", Nieuw Amsterdam (2007), van ex-psychiater/cultuurcriticus Theodore Dalrymple. Afgelopen jaren speelde Genio - in musea, culturele instellingen, en ook op theaterfestival De Parade: De Onzichtbare Verzameling, een theaterbewerking van Stefan Zweig's gelijknamige novelle; een thrillerachtig verhaal over kunst waarin de materiële en de geestelijke waarden van kunst tegen elkaar worden uitgespeeld. 
Als theaterregisseur heeft hij veel producties op zijn naam staan die zich kenmerken door een combinatie van humor/satire en drama, waaronder Hamm & Hoppa (theatervoorstelling én VPRO-tv-serie). Hij regisseerde Claudia de Breij in haar verhalende en geëngageerde programma "Hete Vrede"; deze voorstelling won de (cabaretprijs) Poelifinario 2010, en René Groothof in het indrukwekkende oorlogsverhaal "De tuinen van de herinnering". Verder acht voorstellingen van cabaretgezelschap NUHR (Peter Heerschop, Viggo Waas, Joep van Deudekom en Eddie B. Wahr): Uitverkorenen, Het Verdrag, Afgeragd, Alle Dertien Nuhr, Hangplek, Back to Basic , Draai het eens om (bekroond met de Poelifinario 2016), en tot slot in 2018 het best-off-programma Alle 30 NUHR. Andere cabaret-regies zijn De Mensenvriend met Erik van Muiswinkel en Justus van Oel, Eelt met Hetty Heyting en Jon van Eerd, ZIN met Sanne Wallis de Vries.
Hij maakte theaterproducties met Birgit Schuurman, Vincent Bijlo, Karin Bruers en regisseerde Plien en Bianca, Paul Groot en Owen Schumacher in hun gezamenlijke productie Stessen, die werd genomineerd voor de NRC Toneel Publieksprijs. In 2006 regisseerde hij voor het MAX TAK ORKEST de muziektheatervoorstelling De Reuzenkrokodil naar het gelijknamige boek van Roald Dahl. Ook regisseerde hij afstudeervoorstellingen van studenten van de Toneelacademie Maastricht en de Theaterschool Amsterdam.
Begin 2007 bewerkte en vertelde hij het verhaal van The Lord of the Rings, uitgevoerd samen met het Residentie Orkest in een reeks familieconcerten onder leiding van dirigent Henrik Schaefer.
Met De Ploeg schreef en speelde hij in Familie van der Ploeg, een tiendelige televisieserie voor VPRO's Villa Achterwerk. Deze serie won de publieksprijs van het Cinekidfestival 2003.
Voor het satirische praatprogramma Onder de tram van Joep van Deudekom en Rob Urgert regisseerde hij enkele korte filmpjes.
In de jaren tachtig vormde hij samen met Harry Piekema het tragi-komisch duo Hamm en Hoppa. Voor VPRO's Villa Achterwerk, schreven en speelden zij de succesvolle tv-serie Hamm en Hoppa (regie Frank Alsema) Deze serie werd ook in het buitenland uitgezonden (o.a. Zweden en Finland)
In 2019 debuteerde hij op het Nederlands Film Festival als filmregisseur met de korte film CONVOI EXCEPTIONNEL.

## Toneel/tv/filmografie

### Toneel
- Soldaat van Oranje, Rol: Van 't Sant, regie Theu Boermans
- Koning Oidipus, van Sophocles, rol: Oidipus, regie Teunke Hauer
- Het Koekoeksnest, van Ken Kesey, rol: mijnheer Martini, Prod: Pim Wallis de Vries. Regie Margrit Vrenegoor
- Tartuffe, rol: Orgon, regie Dirk Tanghe - Molière
- Hunting of the Snark, van Pouveur/Caroll, rol: Zon, Keesen & Co, regie Willibrord Keesen
- We Hebben Samen een Paard van Annie M.G. Schmidt, Prod: Gislebert Thierens. Regie Cristian Nortier
- Vinger in de Pap, van De Ploeg, rol: Nonkel, regie Koos Terpstra
- De Drie Stuiversopera, van Brecht/Weil, rol: Tiger Brown, regie Matthijs Rümke
- Festen, van Thomas Vinterberg, rol: moeder Else, regie Willem van de Sande Bakhuyzen
- L’histoire du Soldat, van Stravinsky, rol: De duivel, regie Lidwien Roothaan
- De Grote Vriendelijke Reus, van Roald Dahl, rol: GVR, regie Peter de Baan
- Vendetta, De Godvader deel IV, van en door De Ploeg, rol: Don Calderone
- Kludde, van Pjerroo Roobjee, theatercollectief De vieze Gasten/ Gent. Rol: Didier. regie: Rick Hancké.
- Banaan van Herman Verbeeck en Genio de Groot. Een theaterbewerking van LE RIRE, le signification du comique van Henry Bergson
- De gravin van Parma, van Sandor Marai, met Carice van Houten en Pierre Bokma. Rol: Giuseppe, regie Ursul de Geer
- Ben Hur van en door De Ploeg, regie Moniek Merkx
- De Filantroop, testament van een seriemoordenaar (satire naar Theodore Dalrymple), rol: de filantroop
- De tuinen van de herinnering door René Groothof, regie Genio de Groot
- Hete Vrede van Claudia de Breij (Poelifinario 2010), regie Genio de Groot
- Sherlock Holmes en de hond van de Baskervilles, rol: Sherlock Holmes, regie Bruun Kuijt
- Robin Hood, rol: Prince John, regie Titus Tiel Groenestege
- 2012, Dansen op de Vulkaan, satire van theatercollectief De Ploeg. Rol: Nonkel, regie Koos Terpstra
- Dial M for Murder, bewerking van Hitchcock-klassieker, rol: inspecteur Hubbard, regie: Bruun Kuijt.
- De Onzichtbare Verzameling, Toneelbewerking naar Stefan Zweig's novelle. Vertaling, bewerking en spel: Genio de Groot
- "De Ontdekking van de Hemel", Toneelbewerking naar de roman van Harry Mulisch. Rol: Harry Mulisch. Regie en bewerking: Ignace Cornelissen
- "ANNE", naar het dagboek van Anne Frank. Rol: Otto Frank, regie: Theu Boermans
- "Pilp Fuction", satire op én ode aan de cinematografie van De Ploeg. Rol: Nol. Regie: Jakop Ahlbom
- "De eeuw van Ariane", muziektheatervoorstelling. Gezelschap: Ausdauer. Regie: Genio de Groot
- "Jumping Jack", motor/rocktheaterspektakel. rol: Dokter. Regie: Frank Lammers
- "FESTEN", theaterbewerking van de Deense film. Rol: Else, de moeder. Regie: Titus Tiel Groenestege.

### Films
- 1992 - Het Zakmes - Mees' vader Regie: Ben Sombogaart
- 1996 - The Little Riders - Green policeman Regie: Kevin O'Connor
- 1996 - De jongen die niet meer praatte - Politieagent Regie: Ben Sombogaart
- 1999 - fl 19,99 - Receptionist Regie: Mart Dominicus
- 2001 - Ochtendzwemmers - Badmeester Regie Nicole van Kilsdonk
- 2003 - Cloaca - Jacques Vermeulen Regie: Willem van de Sande Bakhuyzen
- 2007 - Alles is liefde - Ambtenaar bruiloft Regie: Joram Lürsen
- 2010 - Dik Trom - Burgemeester van Dunhoven Regie: Arne Toonen
- 2011 - De Heineken Ontvoering - Minister Korthals Altes Regie: Maarten Treurniet
- 2012 - Achtste-groepers huilen niet - Huisarts Regie: Dennis Bots
- 2012 - At Your School - Leo Elferink Regie: Dick van den Heuvel
- 2014 - Rabarber, telefilm - Psycholoog Citroen Regie: Mark de Cloe
- 2014 - Dorsvloer vol confetti, Rol: Opa. Regie Tallulah Hazekamp Schwab
- 2014 - Kort!: Spotters Hoofdrol: Theo. Regie: Wim van der Aar
- 2014 - Pijnstillers, Opticien. Regie: Tessa Schram
- 2016 - Het verhaal van De Sprookjessprokkelaar - De Sprookjessprokkelaar Regie: Tim Oliehoek
- 2018 - Certain Kind of Silence - , rol: Doctor Harford. Regie: Michal Hoogenauer
- 2019 - CONVOI EXCEPTIONNEL Korte film - Nederlands Film Festival 2019 Regie: Genio de Groot
- 2019 - Baantjer: het begin Rol: wethouder Ed de Vries. Regie: Arne Toonen
- 2019 - De Kus  Kort film. Rol: Papa Regie: Parker McMillan
- 2020 - De Kuthoer (tele-film) Rol: Arend. Regie: Ivo van Aart
- 2024 - Oerkracht, (short Unesco Werelderfgoed Wouda-gemaal) Rol: Lieuwe Wierstra. Regie Michiel Doekes

### Televisie
- 1995 - Weekend - Henk
- 1985-1987 - Hamm en Hoppa - Hamm (o.a. ook scenario en muziek)
- 1998 - Baantjer - Struijck, afl. 10, seizoen 3
- 2002 - Familie van der Ploeg - Nonkel (coauteur scenario)
- 2003 - Bij ons thuis - diverse sketches
- 2005 - Bitches - Rene Finckelstijn
- 2005 - Kinderen geen bezwaar - Evert-Jan, afl. 41. Ver-assing, seizoen 2
- 2006 - Evelien - Gert (2 seizoenen)
- 2006 - Bij Sinterklaas - Sinterklaas, 25 afleveringen
- 2007 - Spoorloos verdwenen - Wouter Pronk, afl. 10. seizoen 2
- 2009 - 2012: Het jaar Nul - archeoloog Peter Hellinga, 12 afleveringen
- 2011 - Van God Los - Van Loon
- 2012 - Lijn 32 - voorzitter
- 2013 - VRijland - professor Tournesol
- 2014 - Ramses - mini-serie, pastoor Wim Tepe
- 2014 - Goede tijden, slechte tijden - 25 afleveringen, gastrol Willem Witteveen
- 2016 - Sint & Co - Sinterklaas, 12 afleveringen
- 2016 - Flikken Maastricht - broeder Menno, afl. 3, seizoen 11
- 2017 - B.A.P.S. - Herman, 3 afleveringen
- 2017 - Moordvrouw - rechter, afl. 10
- 2017 - Sint & Co - Sinterklaas, 13 afleveringen
- 2019 - Nieuwe Buren - Italiaanse rechercheur
- 2019 - Hunterstreet - Ernest
- 2020 - Baantjer: het begin -  4 afleveringen - Ed de Vries
- 2022 - Der Amsterdam Krimi - Eheman der Gärtnerin
- 2022- Odds - Henks
- 2023 - De stamhouder - 4 afleveringen - Vader Kolfschoten
- 2023 - Flikken Maastricht  afl: Schutters. - Goffier

- Nederlandse Thesaurus van Auteursnamen: 111851742
- Virtual International Authority File: 100749748